# Adelphi Theatre
Adelphi Theatre – teatr w Londynie, zaliczany do scen West Endu, położony na ulicy Strand w City of Westminster. Widownia teatru może pomieścić 1500 osób. Od 1993 obiektem zarządza firma Really Useful Group, należąca do kompozytora Andrew Lloyda Webbera. Drugim współwłaścicielem teatru jest amerykańska grupa teatralna Nederlander Organization. Od marca 2010 w Adelphi wystawiano musical Lloyda Webbera Love Never Dies, będący sequelem musicalowego hitu Upiór w operze.

## Historia
Pierwszy teatr znajdujący się w miejscu dzisiejszego Adelphi Theatre został otwarty w 1806 pod nazwą Sans Pareil, co po francusku oznacza bez porównania. Fundatorem teatru był zamożny kupiec John Scott, który oddał go pod zarząd swej zakochanej w sztuce teatralnej córki Jane. Po trzynastu latach, w 1819, Jane Scott zrezygnowała z posady dyrektora teatru i założyła rodzinę. W 1840 miała miejsce przebudowa teatru, podczas której zyskał on zupełnie nową fasadę. W 1858 budynek został zburzony i odbudowany według nowego projektu. Odmieniony Adelphi Theatre postawił znacznie bardziej niż wcześniej na repertuar komediowy, wystawiając liczne operetki i opery komiczne, głównie autorów francuskich i brytyjskich.
W 1901 po raz kolejny zrównano teatr z ziemią i wybudowano go od nowa, początkowo pod nazwą Century Theatre, która jednak już po trzech latach ustąpiła miejsca historycznej nazwie Adelphi Theatre. W tym okresie specjalnością teatru stały się już komedie muzyczne. W 1930 teatr otrzymał swój czwarty w historii gmach, w którym mieści się do dzisiaj. Utrzymany w stylu art déco budynek zaprojektował Ernest Schaufelberg.
W 1993 teatr przejął Andrew Lloyd Webber (działając w spółce z amerykańską grupą Nederlander), który po bardzo gruntownej renowacji wnętrz wystawił tu swój musical Bulwar Zachodzącego Słońca, oparty na filmie z 1950 roku. W 1997 "lokatorem" teatru została na dziewięć lat, druga w historii londyńska produkcja musicalu Chicago. Następnie Lloyd Webber wystawiał tu wznowienia (revivals) swoich musicalowych hitów ze wczesnych lat swojej kariery: najpierw Evity, a następnie Józefa i cudownego płaszcza snów w technikolorze. W 2010 w teatrze zadebiutowała długo wyczekiwana produkcja Love Never Dies, przedstawiająca dalsze losy głównych bohaterów Upiora w operze. Przedstawienie to nie odniosło jednak takiego sukcesu jak pierwsza część, w związku z czym było wystawiane w Adelphi tylko do końca sierpnia 2011.